# Virsliga 1992
La Virsliga 1992 fue la segunda edición del torneo de fútbol a nivel de clubes más importante de Letonia tras la disolución de la Unión Soviética el 6 de septiembre de 1991 y que contó con la participación de 12 equipos.
El Skonto FC fue el campeón de liga por segunda ocasión consecutiva.

## Clasificación Final
| Pos. | Equipo           | Pts. | PJ | G  | E | P  | GF | GC | Dif. | Clasificación o descenso              |
| ---- | ---------------- | ---- | -- | -- | - | -- | -- | -- | ---- | ------------------------------------- |
| 1    | Skonto (C)       | 56   | 22 | 18 | 2 | 2  | 51 | 10 | +41  | Preliminar de la Champions League     |
| 2    | RAF Jelgava      | 55   | 22 | 17 | 4 | 1  | 43 | 6  | +37  | Clasificatoria a la Cup Winners' Cup  |
| 3    | VEF Rīga         | 47   | 22 | 14 | 5 | 3  | 46 | 14 | +32  |                                       |
| 4    | Pārdaugava       | 42   | 22 | 13 | 3 | 6  | 45 | 22 | +23  |                                       |
| 5    | Kompar-Daugava   | 39   | 22 | 11 | 6 | 5  | 48 | 19 | +29  |                                       |
| 6    | Olimpija Liepāja | 35   | 22 | 10 | 5 | 7  | 33 | 25 | +8   |                                       |
| 7    | Daugavpils       | 27   | 22 | 8  | 3 | 11 | 25 | 35 | −10  |                                       |
| 8    | Torpedo Rīga     | 22   | 22 | 5  | 7 | 10 | 28 | 40 | −12  |                                       |
| 9    | Vairogs          | 23   | 22 | 7  | 2 | 13 | 29 | 43 | −14  |                                       |
| 10   | Gauja            | 21   | 22 | 6  | 3 | 13 | 26 | 48 | −22  |                                       |
| 11   | Starts (D)       | 6    | 22 | 2  | 0 | 20 | 19 | 76 | −57  | Descenso a la Primera Liga de Letonia |
| 12   | Dilar (D)        | 2    | 22 | 0  | 2 | 20 | 10 | 65 | −55  | Descenso a la Primera Liga de Letonia |

 Fuente: 
Notas:
1. ↑  El título se decidió en un partido de desempate porque Skonto y RAF Jelgava terminaron empatados en puntos.

## Resultados
| Local \ Visitante | BJS | DIL | GAU | K-D | OLI | PĀR | RAF | SKO | STA | TOR | VAI | VEF |
| ----------------- | --- | --- | --- | --- | --- | --- | --- | --- | --- | --- | --- | --- |
| Daugavpils        |     | 2–1 | 2–0 | 0–3 | 0–2 | 0–2 | 1–6 | 0–4 | 1–0 | 1–1 | 4–1 | 1–3 |
| Dilar             | 1–2 |     | 1–2 | 0–0 | 0–2 | 1–2 | 0–1 | 1–3 | 1–2 | 1–1 | 0–6 | 0–5 |
| Gauja             | 1–4 | 3–1 |     | 0–4 | 3–1 | 1–0 | 0–2 | 1–4 | 4–1 | 3–3 | 3–3 | 0–2 |
| Kompar-Daugava    | 0–0 | 4–1 | 0–0 |     | 1–0 | 3–2 | 1–1 | 1–2 | 7–1 | 2–1 | 5–1 | 1–1 |
| Olimpija          | 0–0 | 3–0 | 1–0 | 2–1 |     | 3–3 | 0–0 | 1–2 | 2–0 | 2–0 | 3–0 | 2–1 |
| Pārdaugava        | 3–1 | 5–0 | 5–1 | 2–1 | 5–1 |     | 1–0 | 0–0 | 6–1 | 2–1 | 1–0 | 0–1 |
| RAF Jelgava       | 1–0 | 4–0 | 4–1 | 1–0 | 1–0 | 1–0 |     | 2–1 | 6–0 | 0–0 | 2–0 | 1–1 |
| Skonto            | 3–0 | 4–0 | 3–0 | 1–0 | 1–0 | 2–0 | 0–1 |     | 2–0 | 3–0 | 4–1 | 2–1 |
| Starts            | 1–5 | 5–1 | 0–1 | 0–4 | 1–3 | 1–3 | 0–2 | 1–7 |     | 1–4 | 0–5 | 2–5 |
| Torpedo Rīga      | 0–1 | 4–0 | 2–1 | 1–5 | 3–3 | 2–2 | 0–4 | 0–1 | 1–0 |     | 2–0 | 1–6 |
| Vairogs           | 1–0 | 2–0 | 2–1 | 1–4 | 2–1 | 0–1 | 0–2 | 0–2 | 3–1 | 1–1 |     | 0–4 |
| VEF Rīga          | 1–0 | 3–0 | 3–0 | 1–1 | 1–1 | 1–0 | 0–1 | 0–0 | 3–1 | 1–0 | 2–0 |     |

## Desempate
| 22-10-1992 | Skonto FC                         | 3 – 2 | RAF Jelgava             | Latvijas Universitates Stadions, Riga                            |                                                                  |
|            | Astafjevs 3' · Jelisejevs 44' 47' |       | Zujevs 38' · Zarins 70' | Asistencia: 2500 espectadores Árbitro(s): Vladimirs Direktorenko | Asistencia: 2500 espectadores Árbitro(s): Vladimirs Direktorenko |

## Goleadores
| # | Nombre                 | Club           | Goles |
| - | ---------------------- | -------------- | ----- |
| 1 | Vjačeslavs Ževnerovičs | FK VEF Rīga    | 19    |
| 2 | Aleksejs Semjonovs     | Skonto FC      | 12    |
| 2 | Modris Zujevs          | RAF Jelgava    | 12    |
| 2 | Dzintars Savaļnieks    | FK Gauja       | 12    |
| 5 | Jurijs Hudjakovs       | Kompar-Daugava | 10    |
| 5 | Aivars Pozņaks         | FK Vairogs     | 10    |

## Premios
| Mejor | Nombre              | Club             |
| ----- | ------------------- | ---------------- |
| ARQ   | Konstantīns Igošins | RAF Jelgava      |
| DEF   | Dzintars Sproģis    | Kompar-Daugava   |
| VOL   | Oļegs Aleksejenko   | RAF Jelgava      |
| DEL   | Ainārs Linards      | Olimpija Liepāja |